# Jürg Federspiel
Jürg Federspiel (Kemptthal, 28 giugno 1931 – Basilea, 12 gennaio 2007) è stato uno scrittore svizzero.

## Vita
Nato nel Canton Zurigo e cresciuto tra Davos e Basilea, ha iniziato la carriera giornalistica come critico cinematografico. Successivamente, dopo aver viaggiato tra Europa e Stati Uniti, pubblicò oltre 20 tra novelle e saggi brevi.
Il suo racconto più famoso resta  The Ballad of Typhoid Mary, ispirato alla vita di Mary Mallon, pubblicato in Germania nel 1982 e tradotto in più lingue.
Visse gli ultimi anni della propria vita, affetto da diabete e la malattia di Parkinson, tra New York e Basilea. Proprio nell'ospedale della località svizzera morì in seguito ad un tentativo di suicidio nei pressi di una diga a Weil am Rhein.

## In traduzione italiana
- Arance e morte, racconti, traduzione di Giuliana Keller e Ina Callegari, Bompiani, Milano 1965, e Le arance e la morte, traduzione di Giuliana Keller e Ina Callegari, Marcos y Marcos, Milano 1995
- La ballata di Typhoid Mary, romanzo, traduzione di Rosanna Sarchielli, Marcos y Marcos, Milano 1990
- Geografia del desiderio, romanzo, traduzione di Rosanna Sarchielli, G. Casagrande, Lugano, 1992 e Il tatuaggio, Marcos y Marcos, Milano 1992
- L'uomo che portava felicità, racconti, traduzione di Emilio Picco, Marcos y Marcos, Milano 1994